# Ciro Pollini
Ciro Pollini (Alagna, 27 gennaio 1782 – Verona, 1º febbraio 1833) è stato un medico e naturalista italiano.

## Biografia
Conseguita la laurea in Medicina presso la Università degli Studi di Pavia nel 1802, preferisce dedicarsi agli studi di botanica. Si trasferisce a Milano e nel 1805 viene nominato supplente di Vitman alla cattedra di Botanica ed Agraria e all'Orto botanico di Brera. 
Alla morte di Vitman (5 marzo 1806) Pollini continua la sua supplenza e presenta una supplica per ottenere la cattedra che però viene assegnata nel marzo 1807 a Paolo Sangiorgio mentre Pollini viene nominato professore di botanica e agraria presso il Liceo di Verona.

Nel 1808 è tra i fondatori della Società Letteraria di Verona. Pollini si dedicò tra l'altro allo studio della flora presente sul Monte Baldo e alle malattie degli ulivi nel veronese. Pubblicò vari testi ed è considerato l'autore della più ampia opera dedicata alla flora del Veneto.
Nel corso della sua breve carriera descrive numerose nuove specie vegetali (soprattutto Asteraceae, Graminaceae, Leguminosae e Orchidaceae).
Muore a Verona il 1º febbraio 1833, per un attacco di cuore, a soli 51 anni.
A lui è dedicato l'istituto superiore Ciro Pollini di Mortara, in provincia di Pavia.
Al suo nome dedicata la specie Genista pollinii delle Fabaceae e una specie di cocciniglia, la Pollinia pollinii, da lui stesso scoperto sugli ulivi del Lago di Garda.

## Alcune opere
- Elementi di botanica compilati - voll. 2 (1810-11)
- Discorso storico sulla botanica (1812)
- Horti et provinciae Veronensis plantae novae vel minus cognitae (1816)
- Viaggio al Lago di Garda e al Monte Baldo (1816) (PDF)
- Sulle alghe viventi nelle terme Euganee (1817)
- Flora Veronensis quam in Prodromum Florae Italiae septentrionalis exhibet - voll. 3 (1822-24)